# لازم متعد
الفعل اللازم المتعدي هو: الفعل الذي يأتي لازما تارة، ومتعديا تارة، مثل: خسف ونكح ونظر.